# 간다인
간다인은 아프리카 우간다에서 가장 많은 종족으로 우간다 인구의 30%를 차지한다. 주로 우간다 남부와 중부에 살고 있다. 언어는 아프리카 반투어계에 속하는 루간다어를 사용하고, 주로 커피나 면화를 재배하지만 산업 분야와 정부 기관에서 중요한 직위에 있는 사람도 있다.